# 23 Monocerotis
23 Monocerotis är en gulvit jätte i Enhörningens stjärnbild.
Stjärnan har visuell magnitud +6,69 och kräver fältkikare för att kunna observeras. 23 Monocerotis befinner sig på ett avstånd av ungefär 1850 ljusår.